# フェレンツ・クラウス
フェレンツ・クラウス（Ferenc Krausz、1962年5月17日 - ）は、ハンガリー出身でオーストリアの物理学者。アト秒物理学の研究を行う。マックス・プランク量子光学研究所の所長であり、ドイツのルートヴィヒ・マクシミリアン大学ミュンヘンの実験物理学の教授を務める。彼の研究チームは、初めてアト秒光パルスを生成及び測定し、これを用いて原子内部の電子の運動を捕捉した。2023年、ノーベル物理学賞をピエール・アゴスティーニとアンヌ・リュイリエとともに共同受賞した。

## 来歴
フェイェール県Mórに生まれ、エトヴェシュ・ロラーンド大学で理論物理学を、ブダペスト工科大学で電気工学を学んだあと、1991年にウィーン工科大学フォトニクス研究所からレーザー物理学のPh.D.を取得した。1996年にウィーン工科大学准教授、1999年に同教授に就任。